# Марисін (Сохачевський повіт)
Марисін (пол. Marysin) — село в Польщі, у гміні Млодзешин Сохачевського повіту Мазовецького воєводства.
Населення — 21 особа (2011).
У 1975-1998 роках село належало до Скерневицького воєводства.

## Демографія
Демографічна структура станом на 31 березня 2011 року:
|          | Загалом | Допрацездатний вік | Працездатний вік | Постпрацездатний вік |
| -------- | ------- | ------------------ | ---------------- | -------------------- |
| Чоловіки | 10      | 1                  | 8                | 1                    |
| Жінки    | 11      | 0                  | 7                | 4                    |
| Разом    | 21      | 1                  | 15               | 5                    |